# Leptotrichus pilosus
Leptotrichus pilosus är en kräftdjursart som beskrevs av Dollfus 1905. Leptotrichus pilosus ingår i släktet Leptotrichus och familjen Porcellionidae.

## Underarter
Arten delas in i följande underarter:
- L. p. dobrogicus
- L. p. medius
- L. p. medius
- L. p. mesopotamicus
- L. p. pilosus